# Pierre-Alexandre Dut
Pas d'image ? Cliquez ici

a Compétitions nationales et continentales officielles uniquement.

Pierre-Alexandre Dut, né le 27 février 1985, est un ancien joueur de rugby à XV français qui évolue au poste de demi d'ouverture.

## Biographie
Né dans une famille de joueur de rugby (sa mère fut internationale), il débute très jeune à Cluny. À 15 ans, il rejoint Chalon-sur-Saône puis le pôle espoir de Dijon en 2002.
Il rejoint le centre de formation du FC Grenoble en 2003.
Pierre-Alexandre Dut évolue de 2005 à 2010 au FC Grenoble mais n'arrive pas à s'imposer. Laissé libre, grâce au syndicat Provale, il répond favorablement à une offre du FC Auch où il joue de 2010 à 2013. Il devient un des meilleurs buteurs de Pro D2.
En 2013, il rejoint le Stade montois. 
En juin 2015, il est annoncé partant pour Lille. Il rejoint finalement le RC Narbonne où il joue de plus en plus régulièrement au poste d'arrière. En 2018, il met un terme à sa carrière professionnelle.
En 2023 il officie au sein du RC Narbonne en intervenant dans le secteur du jeu au pied.